# Cybistax antisyphilitica
Ipê-verde (Cybistax antisyphilitica) é uma árvore nativa do Brasil, não endêmica.
Também é conhecida popularmente no Brasil pelos nomes: caroba-de-flor-verde, caroba-do-campo, carobinha verde, cinco-chagas, fava-de-aranha, ipê-de-flor-verde, ipê-mandioca, ipê-mirim, ipê-pardo, pau-de-mulato; no Peru: espeguilla, llangua, llangua colorado, orcco-huoranhuay, yangua, yangua caspi, yangua tinctoria; e no Paraguai pelo nome de taiiy hoby.

## Características
Uma árvore que atinge de 6 até 18 metros de altura.
Seu tronco tem de 30 a 40 centímetros de diâmetro, de uma casca espessa, escura e fendida longitudinalmente.
Suas folhas são compostas por 5 folíolos dispostos na extremidade da haste de sustentação, de 15 a 20 centímetros de comprimento. Saem todos de um mesmo ponto, abrindo-se como dedos em uma mão. Cada folíolo, oval, mede 7 a 18 centímetros.
As flores são verde claras e em formato tubular, de 7 centímetros de comprimento, aparentemente cobertas de pó, dotadas de pelos quase invisíveis em seu interior, protegidas por um conjunto de sépalas brancas, finas e plissadas, de 16 milímetros de comprimento e reunidas em curtos cachos.
O fruto é elíptico e alongado, do tipo cápsula seca, que se abre espontaneamente quando maduro, de até 25 centímetros de comprimento por 5 centímetros de largura e 2,5 centímetros de espessura, marcado com 12 estrias longitudinais, dotado de uma divisória em seu interior, onde se alojam inúmeras sementes.
As sementes são aladas, de núcleo coberto por pequenas estrias e circundado por tecido tênue e transparente, de 2,5 centímetros de comprimento, por 4 a centímetros de largura.
A floração ocorre em mais de uma época do ano, mas com maior intensidade entre os meses de dezembro e março. Os frutos amadurecem no período maio-outubro.

## Usos
É usada no paisagismo pelo porte da forma incomum da copa, principalmente para a arborização de ruas estreitas. Também é uma planta pioneira indicada para  reflorestamento de áreas de preservação permanente.
As folhas tem uso medicinal, auxiliando no tratamento de úlceras. Como sugere seu nome científico, tem como principal uso o combate à sífilis, cujas partes utilizadas para os preparos são a casca e ramos jovens.

## Distribuição geográfica
Cybistax antisyphilitica ocorre nas regiões Norte nos estados Pará e Tocantins; Nordeste nos estados Bahia, Ceará, Maranhão e Piauí; centro-oeste; sudeste e sul nos biomas de Amazônia, Caatinga, Cerrado, Mata Atlântica e Pantanal em vegetações do tipo Floresta Estacional Semidecidual, Floresta Ombrófila. Também ocorre na Argentina, Bolívia, Colômbia e Equador.

## Galeria

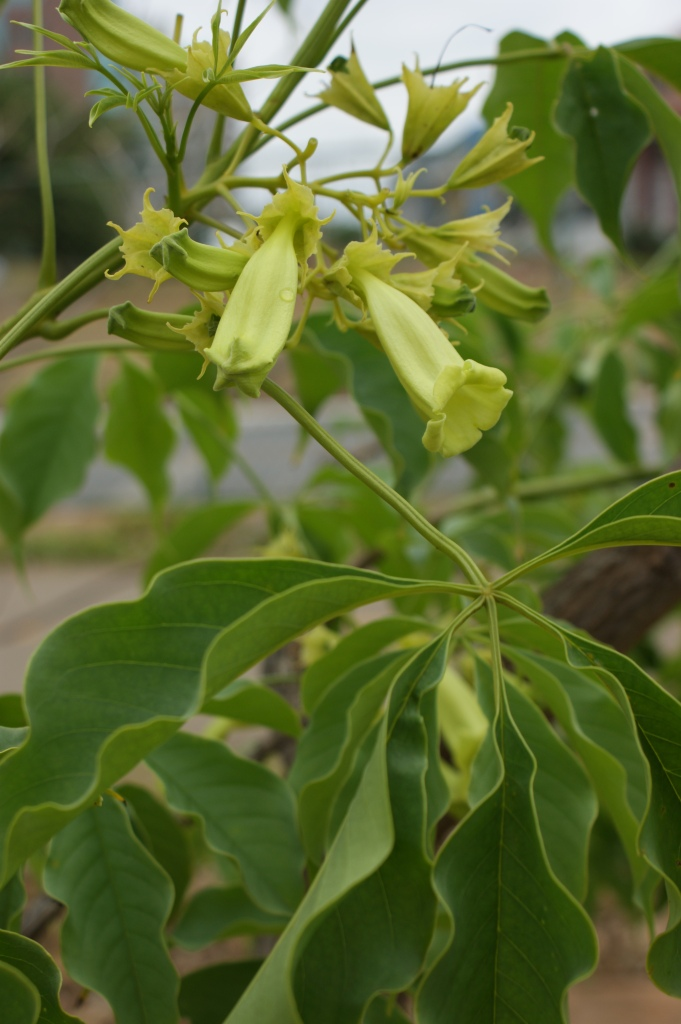
Flores
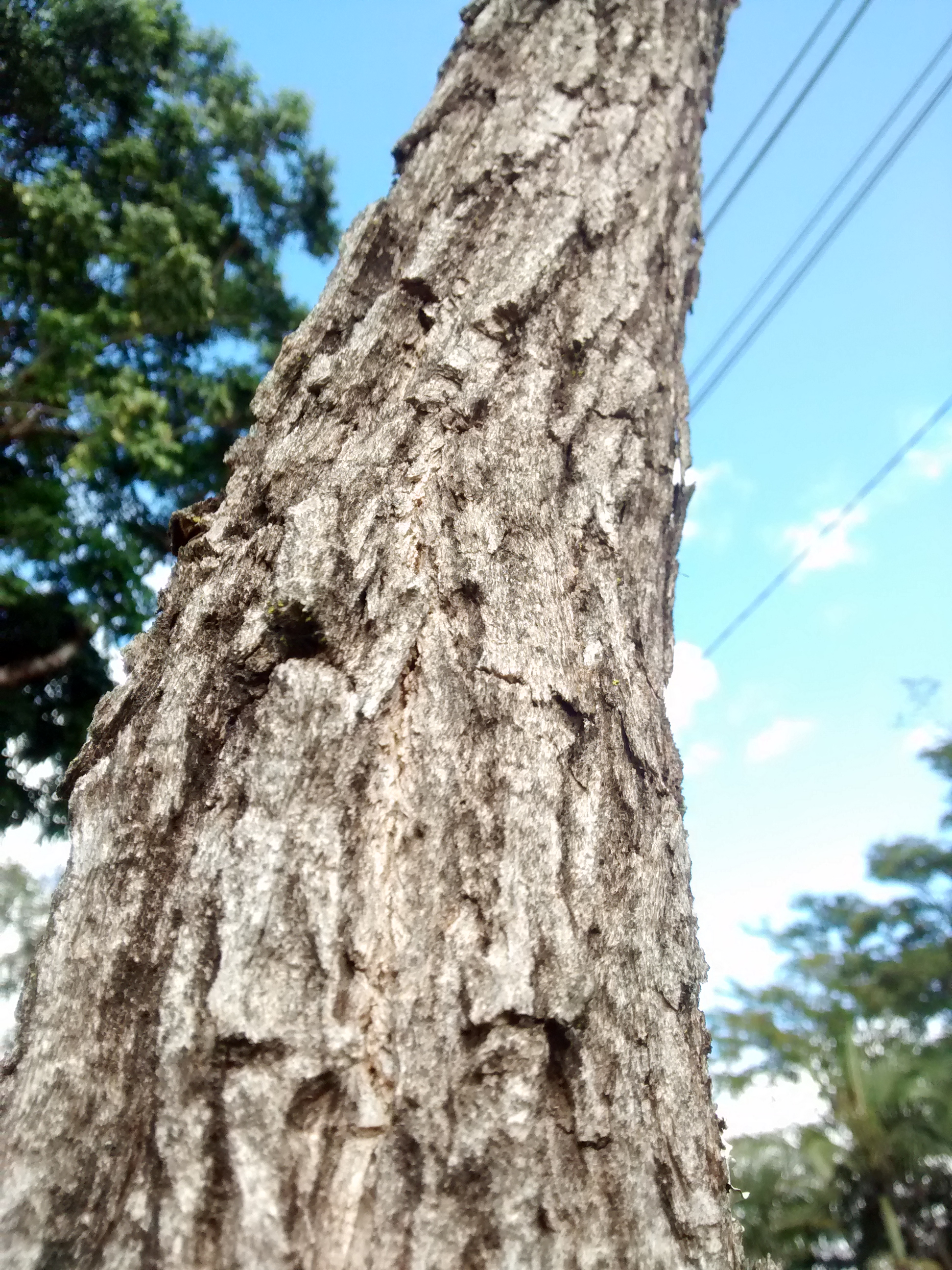
Tronco